# Medalla al Mérito en la Dirección del Censo de la Población de Todas las Rusias
La Medalla al Mérito en la Dirección del Censo de la Población de Todas las Rusias (en ruso: Меда́ль «За заслу́ги в проведе́нии Всеросси́йской пе́реписи населе́ния») es una condecoración estatal de la Federación de Rusia, otorgada a los ciudadanos que hubieran hecho una contribución significativa a la preparación y realización del censo de población de toda Rusia.

## Estatuto
La Medalla al Mérito en la Dirección del Censo de la Población de Todas las Rusias, fue establecida el 14 de octubre de 2002 por Decreto Presidencial N.º 1151, y eliminada del sistema de premios de Rusia, por el Decreto Presidencial N.º 1099 de 7 de septiembre de 2010, el cual modificó todo el sistema de premios ruso lejos de las distinciones de la era soviética, con lo que actualmente ya no se otorga.
La medalla se otorgaba a los ciudadanos que hubieran hecho una contribución significativa a la preparación y realización del Censo de población de toda Rusia.
La Medalla se lleva en el lado izquierdo del pecho y, en presencia de otras órdenes y medallas de la Federación de Rusia, se colocaba después de la Medalla por los 100 Años del Ferrocarril Transiberiano.
Cada medalla se entregaba con un pequeño certificado de premio, este certificado se presentaba en forma de un pequeño folleto de cartón de 8 cm por 11 cm con el nombre del premio, los datos del destinatario y un sello oficial y una firma en el interior.
En total, unas 90 000 personas recibieron la medalla.

## Descripción
Es una medalla de latón circular de 32 mm de diámetro con un borde elevado por ambos lados
En el anverso de la medalla, hay una imagen del Emblema del Estado de la Federación de Rusia enmarcado por ramas de laurel. A lo largo del borde de la medalla hay una inscripción en letras en relieve: «Censo de Población de toda Rusia» (en ruso: Всероссийская перепись населения).  
En el reverso de la medalla hay una inscripción en letras en relieve: «Por méritos en la realización del Censo de población de toda Rusia» (en ruso: За заслуги в проведении Всероссийской переписи населения). Debajo de la inscripción están los números «2002».
La medalla está conectada con un ojal y un anillo a un bloque pentagonal cubierto con una cinta tricolor de muaré de seda de acuerdo con los colores de la Bandera Estatal de la Federación de Rusia. Ancho de la cinta - 24 mm